# Будулан (село)
Будула́н, Будалан (бур. Будалан) — село в муниципальном районе «Агинский район» Агинского Бурятского округа в Забайкальском крае России. Административный центр сельского поселения «Будулан».

## География
Находится на юге района, на левом берегу реки Онон, на расстоянии 81 км к юго-юго-востоку от окружного и районного центра — пгт Агинское.
Климат
Климат характеризуется как резко континентальный засушливый. Абсолютный минимум температуры воздуха самого холодного месяца (января) составляет −56 °C; абсолютный максимум самого тёплого месяца (июля) — 38 °C. Среднегодовое количество атмосферных осадков составляет 250—380 мм.

## История
В 1923 годы был образован Будаланский сомонный Совет.
Статус села получил в 1937 году.
В июле 1962 года около села обнаружен железокаменный Будуланский метеорит (Budulan) массой около 100 килограмм.
В 2013 году из состава села выделено село Западный Будулан.
Законом Забайкальского края от 25 декабря 2013 года № 922-ЗЗК «О преобразовании и создании некоторых населенных пунктов Забайкальского края» преобразованы следующие населенные пункты:

## Население
| 2002 | 2010 | 2012 | 2013 | 2014 | 2015 | 2021 |
| ---- | ---- | ---- | ---- | ---- | ---- | ---- |
| 890  | →890 | ↘845 | ↘835 | ↘812 | ↘769 | ↘665 |

национальный состав
Согласно результатам переписи 2002 года, в национальной структуре населения буряты составляли 70 % из 890 чел..

## Инфраструктура
Экономика
Сельское хозяйство.
Социальные объекты
Будуланская средняя общеобразовательная школа, детская музыкальная школа, детский сад, Дом культуры, Будуланская участковая больница, отделение почтовой связи, администрация поселения.

## Транспорт
Автодорога «Подъезд к с. Будулан» (6 км) отходит на запад от региональной автодороги 76К-002 Агинское — Нижний Цасучей.
В 120 км по автодороге находится ближайшая ж.-д. станция — Могойтуй.